# Ди Луникоф Фершвьорунг
„Ди Луникоф Фершвьорунг“  e немска RAC група, основана през 2004 година в Берлин. Основана от Михаел Регенер след забраната на групата му „Ландзер“, към групата се присъединяват и членове на „Спрегешвадер“.

## Дискография
Албуми
- 2004 – „Die Rückkehr des Unbegreiflichen“
- 2004 – „Höllische Saat – Live in Mücka“
- 2005 – „Niemals auf Knien“
- 2008 – „Heilfroh“